# Liste de normes ISO par domaines
Fin 2018, l'Organisation internationale de normalisation (ISO) compte environ 22 467 normes actives.
Cette liste en donne des exemples, classés par domaines. Certaines normes peuvent apparaître dans plusieurs domaines.

## Normes fondamentales
Ces normes présentent des terminologies, des conventions, des symboles, etc. 

### Grandeurs et unités
- ISO 31 : Grandeurs et unités. Cette norme se compose de 14 parties :
  - Espace, temps

etc.
- ISO 1000 : Unités du Système International et recommandations pour l'emploi de leurs multiples et de certaines autres unités

### Format des papiers d'écritures
- ISO 216 : Formats des papiers d'écriture (ISO-DIS 216)

### Langues
- ISO 639 : Codes pour la représentation des noms de langue
  - ISO 639-1 : Code alpha-2
  - ISO 639-2: Code alpha-3
  - ISO 639-3: Code alpha-3 pour traitement exhaustif des langues (ISO-DIS 639-3)
  - ISO 639-4: Guide d'implémentation et principes généraux des codes de langue (ISO-CD 639-4)
  - ISO  639-5: Code alpha-3 pour les familles de langues et groupes de langues (ISO-CD 639-5)

### Livreetbibliographie
- ISO 690 : Références bibliographiques
- ISO 2108 : Numéro international normalisé du livre (ISBN)
- ISO 3297 : Numéro ISSN

### Caractèreset codes de représentation
- ISO 233 : Translittération des caractères arabes en caractères latins
- ISO 233-2 : Translittération des caractères arabes en caractères latins — Partie 2 : Langue arabe — Translittération simplifiée
- ISO/CEI 646 : Codes de caractères graphiques
- ISO/CEI 2022 : Structure de code de caractères et techniques d'extension (ISO-CEI 2022)
- ISO 3166 : Codes pour la représentation des noms de pays et de leurs subdivisions
- ISO 4217 : Codes pour la représentation des monnaies et types de fonds
- ISO 5218 : Codes de représentation des sexes humains
- ISO 6709 : Représentation normalisée des latitude, longitude et altitude pour la localisation des points géographiques
- ISO 8601 : Représentation des date (métadonnée) et heure
- ISO/CEI 8859 : Codage des alphabets qui incluent ASCII
- ISO 9984 : Conversion des caractères géorgiens en caractères latins
- ISO/CEI 10646 : Jeu universel de caractères
- ISO 15924 : Codes des écritures et alphabets

## Normes de spécifications
Ces normes présentent les caractéristiques, les seuils de performance d'un produit ou d'un service.
- EN 2076-2 : Série aérospatiale - Lingots et pièces moulées en alliages d'aluminium et de magnésium - Spécification technique - Partie 2 - Lingots pour refusion.
- IEEE830

## Normes de méthodes d'essais et d'analyse
Ces normes présentent les méthodes et moyens pour la réalisation d'un essai sur un produit.
- ISO 6506-1 : Matériaux métalliques - Essai de dureté Brinell - Partie 1 : Méthode d'essai).

## Qualité

### Série des normes ISO 9000
- ISO 9000 : Systèmes de management de la qualité - principes essentiels et vocabulaire
- ISO 9001 : Systèmes de management de la qualité - Exigences
- ISO 9004 : Systèmes de management de la qualité - Lignes directrices pour l'amélioration des performances

Nota : les normes ISO 9002 et ISO 9003 ont été annulées lors de la publication de la version 2000 de la norme ISO 9001.

### Qualité appliquée au marché de l'automobile
- ISO/TS 16949 : Référentiel commun basé sur la norme ISO 9001 avec des exigences propres au marché de l'automobile.

### Qualité appliquée au secteur médical
- ISO 13485 Dispositifs médicaux -- Systèmes de management de la qualité -- Exigences à des fins réglementaires.

### Qualité appliquée aux laboratoires d'analyse
- ISO 15189 : Qualité et compétence des laboratoires de biologie médicale.
- ISO 17025 : Qualité et compétence des laboratoires d'étalonnages et d'essais

### Qualité appliquée aux projets
- ISO 10006 : Management de la qualité appliqué aux projets.

## Banques et services financiers
- ISO 3166 : Codes des pays
- ISO 4217 : Codes des monnaies du monde
- ISO 6166 : Codes des valeurs mobilières
- ISO 9362 : Codes d'identification des banques
- ISO 10383 : Codes d'identification des marchés boursiers règlementés et non règlementés
- ISO 10962 Code de classification des produits financiers
- ISO 13616 : Numéros de compte bancaire international (IBAN)

## Technologies de l'information et de la communication
Cette section ne donne que les normes parmi les plus caractéristiques.
Pour une liste plus complète, voir : JTC1

### Donnéesetrecords management
- ISO 9660 : Système de fichiers pour CD-ROM.
- ISO 11179 : Représentation des métadonnées des organisations dans un registre de métadonnées.
- ISO 15489 : Records management, sur la gestion des documents d'archive et les métadonnées.
- ISO 15836 : Information et documentation - L'ensemble des éléments de métadonnées Dublin Core
- ISO 22310:2006 : Information et documentation -- Lignes directrices pour les rédacteurs de normes pour les exigences de records management dans les normes. En anglais seulement.
- ISO 23081-1:2006 : Information et documentation - Processus de gestion des enregistrements - Métadonnées pour les enregistrements - Partie 1 : Principes (2006). En anglais seulement.
- ISO 10007 : Gestion de configuration

### Terminologies
- ISO 12620 : catégories de données terminologiques utilisées pour représenter les unités d’information d’un langage de représentation de données terminologiques.
- ISO 16642 : Computer applications in terminology -- Terminological markup framework (en anglais seulement)

### Échanges d'informations et de données (voir aussi environnement cycle de vie)
- ISO 646 : Jeu ISO de caractères codés à 7 éléments pour l'échange d'information
- ISO 2709 : Format pour l'échange d'information  (ISO/DIS 2709)
- ISO 10303 : STEP Norme pour l'échange de modèles de données de produits
- ISO 14048 : Formats de documentation de données
- ISO/CEI 19503 : XML Metadata Interchange, standard d'échange de données basé sur XML (en anglais seulement)
- ISO 21127 : Information et documentation -- Une ontologie de référence pour l'échange d'informations du patrimoine culturel (en anglais et en français)

### Langages de programmation
- ISO 1539 : Langage de programmation Fortran
- ISO 8652 : Langage de programmation Ada
- ISO 9899 : Langage de programmation C
- ISO 10279 : Langage de programmation BASIC

### Réseaux
- ISO 7498 : Modèle réseau OSI en 7 couches
- ISO 11898 : Gestionnaire de réseau de communication (CAN)
- ISO 17987 : Véhicules routiers — Réseau Internet local (LIN)[2],[3]

### Exigences logicielles, évaluation des procédés
- ISO/CEI 5055 : Software measurement — Software quality measurement — Automated source code quality measures. Mesures de qualité du logiciel (non encore traduite)
- ISO 9126 : remplacée par ISO 25010 : Gestion des exigences logicielles
- ISO 15504 : Technologies de l'information -- Évaluation des procédés --

### Sécurité de l'Information et des Systèmes d'Information
- ISO 13335 : Concepts et modèles pour la gestion de la sécurité des TIC (1996),
- ISO 15408 : Critères communs pour l'évaluation de la sécurité des Technologies de l'Information,
- Suite ISO/CEI 27000 : Système de management de la sécurité de l'information (SMSI)
  - ISO/CEI 27000 : Concepts et vocabulaire
  - ISO/CEI 27001 : Exigences pour la certification
  - ISO/CEI 27002 : Code de bonnes pratiques pour la gestion de la sécurité de l'information (anciennement ISO/CEI 17799)
  - ISO/CEI 27003 : Guide d'implémentation
  - ISO/CEI 27004 : Mesure de la gestion de la sécurité de l'information
  - ISO/CEI 27005 : Proposition d'une méthode d'appréciation des risques (cette phase est obligatoire dans le cadre d'une certification ISO/CEI 27001)
  - ISO/CEI 27006 : Exigences de certification des organismes réalisant l'audit et la certification de Systèmes de Management de la Sécurité de l'Information (SMSI)
  - ISO/CEI 27007 : Guide pour l'audit de Systèmes de Management de la Sécurité de l'Information (SMSI).
  - ISO/CEI 27017 : Sécurité de l'information dans l'informatique en nuages
  - ISO/CEI 27018 : Protection des informations personnelles dans l'informatique en nuages
  - ISO/CEI 27799 : Informatique de santé - Gestion de la sécurité de l'information relative à la santé en utilisant l'ISO/CEI 27002
- ISO/CEI 29134 : Lignes directrices pour l'évaluation d'impacts sur la vie privée

Nota : le standard Information Technology Security Evaluation Criteria (ITSEC) a été établi dans ce domaine en 1991 au niveau de l'Union européenne, mais il n'a pas obtenu le statut de norme.

### Archivage électronique
Plusieurs normes indiquent la marche à suivre pour assurer l'archivage des documents sur des supports autres que le papier :
- NF Z 42-013, publiée en 1999 et révisée en 2009, est la plus connue en France. Elle précise des procédures techniques et organisationnelles permettant de garantir l'intégrité des documents lors de leur enregistrement, de leur stockage et de leur restitution. La première version de la norme NF Z 42-013 a été publiée à une époque où l'écrit électronique ne pouvait constituer qu'un commencement de preuve et non une preuve de même niveau que l'écrit sous forme papier (art. 1316-1 du Code civil). Sa révision de 2009 a élargi son périmètre.
- NF Z 43-400, homologuée le 20 août 2005, est relative à la micrographie informatique.
- ISO 14721:2002 Systèmes de transfert des informations et données spatiales -- Système ouvert d'archivage d'information - Modèle de référence (modèle OAIS)
- ISO 19005-1, publiée en 2009, relative au format PDF destiné à l'archivage d'informations pour le long terme (format PDF/A).

### Information géographique
- ISO 19101:2002 : Information géographique -- Modèle de référence
- ISO/WD 19101 : Information géographique -- Modèle de référence
- ISO/TS 19101-2:2008 : Information géographique -- Modèle de référence -- Partie 2: Imagerie
- ISO/TS 19103:2005 : Information géographique -- Langage de schéma conceptuel
- ISO/TS 19104:2008 : Information géographique -- Terminologie
- ISO 19105:2000 : Information géographique -- Conformité et essais
- ISO 19106:2004 : Information géographique -- Profils
- ISO 19107:2003 : Information géographique -- Schéma spatial
- ISO 19108:2002 : Information géographique -- Schéma temporel
- ISO 19109:2005 : Information géographique -- Règles de schéma d'application
- ISO 19110:2005 : Information géographique -- Méthodologie de catalogage des entités
- ISO 19111:2007 : Information géographique -- Système de références spatiales par coordonnées
- ISO 19111-2:2009 : IG-- Système de références spatiales par coordonnées -- Partie 2: Supplément pour valeurs paramétriques
- ISO 19112:2003 : Information géographique -- Système de références spatiales par identificateurs géographiques
- ISO 19113:2002 : Information géographique -- Principes qualité
- ISO 19114:2003 : Information géographique -- Procédures d'évaluation de la qualité
- ISO 19115:2003 : Information géographique -- Métadonnées
- ISO/NP 19115-1 : Information géographique -- Métadonnées -- Partie 1: Titre manque
- ISO 19115-2:2009 : Information géographique -- Métadonnées -- Partie 2: Extensions pour les images et les matrices
- ISO 19116:2004 : Information géographique -- Services de positionnement
- ISO/DIS 19117 : Information géographique -- Présentation
- ISO 19117:2005 : Information géographique -- Présentation
- ISO/FDIS 19118 : Information géographique -- Codage
- ISO 19118:2005 : Information géographique -- Codage
- ISO 19119:2005 : Information géographique -- Services
- ISO 19119:2005/Amd 1:2008 : Extensions du modèle de métadonnées du service
- ISO/TR 19120:2001 : Information géographique -- Normes fonctionnelles
- ISO/TR 19121:2000 : Information géographique -- Imagerie et données quadrillées
- ISO/TR 19122:2004 : Information géographique -- Qualification et accréditation du personnel
- ISO 19123:2005 : Information géographique -- Schéma de la géométrie et des fonctions de couverture
- ISO 19125-1:2004 : Information géographique -- Accès aux entités simples -- Partie 1: Architecture commune
- ISO 19125-2:2004 : Information géographique -- Accès aux entités simples -- Partie 2: Option SQL
- ISO 19126:2009 : Information géographique -- Dictionnaires de concepts de caractéristiques et registres
- ISO/TS 19127:2005 : Information géographique -- Codes et paramètres géodésiques
- ISO 19128:2005 : Information géographique -- Interface de carte du serveur Web
- ISO/TS 19129:2009 : Information Géographique -- Structure de données pour les images, les matrices et les mosaïques
- ISO/TS 19130:2010 : Information géographique -- Modèles de capteurs d'images de géopositionnement
- ISO/NP 19130-2 ; Titre manquant
- ISO 19131:2007 : Information géographique -- Spécifications de contenu informationnel
- ISO 19132:2007 : Information géographique -- Services basés sur la localisation -- Modèle de référence
- ISO 19133:2005 : Information géographique -- Services basés sur la localisation -- Suivi et navigation
- ISO 19134:2007 : Information géographique -- Services basés sur la localisation -- Routage et navigation multimodaux
- ISO 19135:2005 : Information géographique -- Procédures pour l'enregistrement d'éléments
- ISO/WD 19135-2 : Information géographique - Procédures pour l'enregistrement d'éléments -- Partie2: Implémentation de schémas XML
- ISO 19136:2007 : Information géographique -- Langage de balisage en géographie (GML)
- ISO 19137:2007 : Information géographique -- Profil minimal du schéma spatial
- ISO/TS 19138:2006 : Information géographique -- Mesures de la qualité des données
- ISO/TS 19139:2007 : Information géographique -- Métadonnées -- Implémentation de schémas XML
- ISO 19141:2008 : Information géographique -- Schéma des entités mobiles
- ISO 19142:2010 : Information géographique -- Service d'accès aux entités géographiques par le web
- ISO 19143:2010 : Information géographique -- Codage de filtres
- ISO 19144-1:2009 : IG-- Systèmes de classification -- Partie 1: Structure de système de classification
- ISO/DIS 19144-2 : Information géographique -- Systèmes de classification -- Partie 2: Métalangage de couverture végétale (LCML)
- ISO/DIS 19145 : Information géographique -- Registre des représentations de localisation de point géographique
- ISO 19146:2010 : Information géographique -- Vocabulaires interdomaines
- ISO/DIS 19148 : Information géographique -- Référencement linéaire
- ISO/DIS 19149 : IG-- Langue sur l'expression des droits pour l'utilisation de l'information géographique -- GeoREL
- ISO/CD 19151 : Titre manquant
- ISO/CD 19152 : Information géographique -- Land Administration Domain Model (LADM)
- ISO/CD 19153 : Titre manquant
- ISO/CD 19155 : Titre manquant
- ISO/DIS 19156 : Information géographique -- Observations et mesures
- ISO/CD 19157 : Information géographique -- Qualité de données
- ISO/DTS 19158 : Titre manquant
- ISO/NP TS 19159 : Titre manquant

## Recherche d'information
- ISO 23950 Information and documentation - Information retrieval (Z39.50) - Application service definition and protocol specification.

## Responsabilité sociétale des entreprises
- ISO 26000 : responsabilité sociale des organisations
- ISO 26030 : responsabilité sociétale de la chaîne alimentaire
- ISO 9001 : Qualité
- ISO 14001 : Environnement
- OHSAS 18001 : Santé Travail (pas une norme ISO)
- SA 8000 : Fournisseurs (standard)
- SD 21000 : Responsabilité sociétale et développement durable, norme française, n'a été mis en œuvre que pour des petites entreprises.

Le processus de rédaction de l'ISO 26000 a commencé à Salvador de Bahia du 7 au 11 mars 2005. les réunions suivantes ont eu lieu à Bangkok du 30 septembre au 7 octobre 2005 et à Lisbonne 13 au 19 mai 2006. Site de l'ISO sur la RS

### Environnement, cycle de vie, échange de données
- ISO 14001 : Systèmes de management environnemental - Exigences et lignes directrices pour son utilisation  (NF EN ISO 14001)

Sur l'analyse du cycle de vie :
- ISO 14040 : Principes et cadre de la série ISO 14040
- ISO 14041 : Définition de l'objectif, du champ d'étude et analyse de l'inventaire
- ISO 14042 : Évaluation de l'impact du cycle de vie
- ISO 14043 : Interprétation du cycle de vie
- ISO 14048 : Formats d'échange de données informatisées
- ISO 14049 : Rapports techniques sur des exemples d'analyse des inventaires selon ISO 14041

## Agricultureetalimentation

### Métadonnées
AgMES décrit une Série d'éléments de métadonnées agricoles (en anglais : Agricultural Metadata Element Set), mais n'est pas une norme ISO, et n'est disponible qu'en anglais.

### Sécurité des denrées alimentaires
Voir aussi le paragraphe cycle de vie.
- ISO 22000 Systèmes de management de la sécurité des denrées alimentaires -- Exigences pour tout organisme appartenant à la chaîne alimentaire
- ISO 22002 Traçabilité de la chaîne alimentaire -- Principes généraux et exigences fondamentales s'appliquant à la conception du système et à sa mise en œuvre (projet en cours)
- ISO 22004 Systèmes de management de la sécurité des denrées alimentaires -- Recommandations pour l'application de l'ISO 22000:2005
- ISO 22005 Traçabilité de la chaîne alimentaire -- Principes généraux et exigences fondamentales s'appliquant à la conception du système et à sa mise en œuvre

### Chaîne alimentaire
- ISO 26030 Responsabilité sociétale de la chaîne alimentaire

## Sécurité des automobiles
- ISO 26262 : Véhicules routiers – Sécurité fonctionnelle